# Діамантова корона Івана V

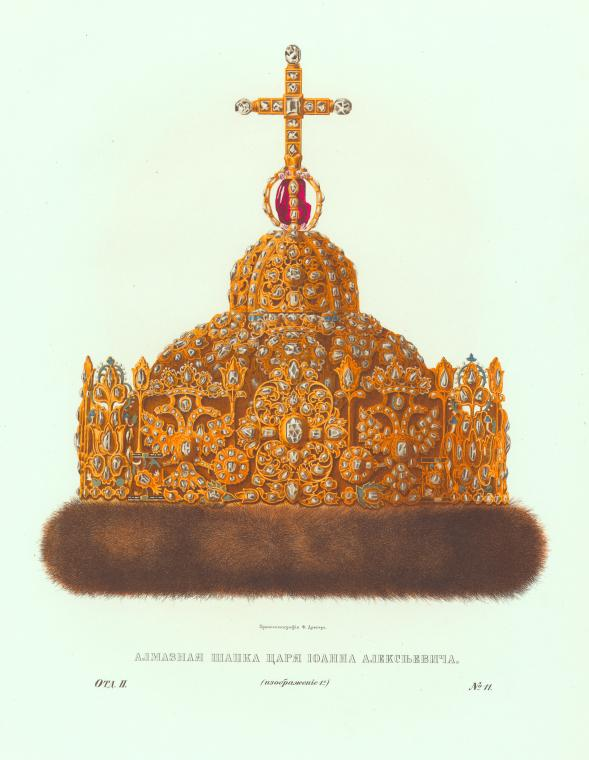
Діамантова корона Івана V на малюнку академіка Ф. Г. Солнцева, середина XIX століття.

 Діамантова корона царя Івана V Олексійовича  — дорогоцінний вінець, колишня царська регалія, що зберігається у Збройовій палаті Московського кремля. Це одна з двох корон, що були виготовлені близько 1687 московітськими майстрами Збройової Палати для Великих Нарядів братів-співвладників. Оця належала царю Івану V Олексійовичу.

## Історія
На виготовлення двох надзвичайно коштовних корон пішов дорогоцінний матеріал з деяких прикрас, що вже морально застаріли для тих часів. Так, серед інших був розібраний «Великий вінець» — триярусна корона кінця XVI ст.
Корона (або як вона ще відома, «Шапка діамантова») зроблена за традиційним для того часу зразком шапки Мономаха, але її оздоблення має яскраво виражені розкішні барокові риси.
Корона має подвійний металевий каркас. Внутрішня золота карбована півкуля прикріплена до зовнішнього каркасу — суцільної плетінки із золотих всипаних діамантами візерунків. Запони розміщені під різними кутами, і діаманти в них розміщені так само. Тому при яскравому світлі блиск цих камінців «грає» своїм блиском, переливається ще більш вражаюче. До нижньої частини зовнішнього каркаса приєднана діадема, яка складається із 12 діамантових запон-візерунків. Зовнішній корпус — двоярусний, його увінчує трипояскова запона із турмаліном всередині та діамантовий рівнокінцевий хрест.
До тулії корони прикріплене традиційне соболине хутро.
Запони різного типу — двоголові орли, корони, багатопелюсткові розетки різної форми та розміру. Усього золотий двох'ярусний каркас корони містить більш ніж 900 діамантів, не враховуючи інших каменів. В 1702 р. корона була оцінена на 15211 рублів.
Висота корони із хрестом — 30,2 см, довжина кола перерізу по тулії — 66,5 см, вага без хутра — 1,652 кг.
За пізніших часів ця корона не мала якогось геральдичного аналога.

## Ресурси мережі Інтернет
Діамантова корона Івана V. Фото